# ХК Партизан
ХК Партизан је српски хокејашки клуб из Београда. Клуб је део спортског друштва Партизан. Своје домаће утакмице игра у Леденој дворани Пионир, капацитета 2.000 места. ХК Партизан је најуспешнији српски клуб, а такође је и једини српски клуб који је био првак Југославије. Црно-бели су 3 пута освајали регионалну лигу.
Партизан је освојио 20 титула шампиона државе, 3 купа, два пута је био првак Слохокеј лиге и једном је освојио Балканску лигу што га чини најтрофејнијим клубом у Србији. Од сезоне 2017/18. због финансијских проблема не такмиче се у сениорској конкуренцији, већ су се искључиво посветили раду са млађим селекцијама који би у будућности чинили сениорски тим.

## Историја

### Партизан од 1948. до 1991.
Хокејашки клуб као део JСД Партизан основан је 1948. године, а на њиховом првом наступу на државном првенству су освојили своју прву титулу. Првенство је одиграно као тродневни турнир који је одржан од 26. до 29. фебруара 1948. године у Љубљани. Партизан је титулу првака освојио победом над Енотностом из Љубљане и Текстилцем из Вараждина.
У периоду између 1951. и 1955, Партизан је био далеко најјачи хокејашки тим у земљи и освојио је 5 узастопних титула првака. Црно-бели су у том периоду победили у 19 узастопних утакмице са гол разликом 142:23. Партизан је првенство 1953. године завршио без примљеног гола. Састав Партизана је у том периоду била репрезентација у малом. Играли су др Златко Ковачевић, Милан Јовановић, Никола Станимировић, Луце Житник, Гентар Ладоцки, Јосип Брелић, Алфред Давид, Рудолф Руди Рено, Мићо Душановић и Блажо Пиперски.
Касније, због одласка многих важних играча, Партизан је изгубио примат у првенству. После дуже паузе, Партизан је освојио Куп 1966. године. Током седамдесетих година 20. века црно-бели су неколико пута испадали и враћали се у Прву лигу Југославије. Након двомеча са Олимпијом Партизан се вратио у Прву лигу и више никада није испадао. У овом периоду су играли Звонко Михајловски, браћа Милан и Слободан Обрадовић, Рашид и Шемса Шемсединовић, Бојан Миловановић, Лазар Дунда, Горан Обрадовић...
Своју седму титулу првака државе клуб је освојио 1986. године, пре свега захваљујући играчима који нису били из Србије. Највећи број играча био је из Словеније, голман Доминик Ломовшек, играчи Игнац Кавец, Блаж Ломовшек, Душан Лепша и Андреј Видмар. Поред њих играли су и канађанин Френсис Матичук, као и играчи из Чехословачке Владимир Беднаж и Владимир Костка. Поред иностраних играча играли су Бојан Миловановић који је као капитен предводио ову генерацију, Лазар Дунда, Горан Радовић, Андреј Јовановић, Милош Пиперски, Бојан Бертуш, Раде Милановић, Бошко Шутић, Предраг Бодрожић... Као тренер екипу је предводио Павел Кавчич.
Након регуларног дела Партизан је заузео прво место са два бода више од Јесеница па су ова два клуба одиграла финале у три добијена меча. Први меч у Београду је добио Партизан са 4:2, а затим су тријумфовали и у Јесеницама резултатом 6:3. У трећем мечу у Београду су тријумфовали Јесеничани са 3:2 и тако смањили резултат на 2-1 у победама. Ипак у четвртом мечу у Дворани Подмежакла након велике борбе у којем је победник одлучен након пенала, славили су црно-бели и освојили седму титулу првака државе. Сезона је заокружена освајањем купа.
Следеће сезоне Партизан је у првом колу Купа европских шампиона био бољи од румунскуе Стеауе. У првом мечу је било 2:2, да би у другом мечу Партизан славио са 5:4 након продужетака голом Чабе Ладацког. Међутим у другом колу су у двомечу поражени од пољске Полоније. Крајем осамдесетих година у Партизану су играли играчи из Совјетског Савеза, повремени голман репрезентације Виктор Дорошченко, затим нападач Јуриј Шумаков и бек Александар Мурашов, као и играчи из Чехословачке, нападач Јарослав Влк и бек Бохумил Кацир.
У сезони 1990/91. Партизан је у мечу за опстанак поражен од Војводине, али је због распада Југославије наставио да се такмичи у савезном рангу.

### Партизан од 1991. до 2005.
Прве две сезоне након распада Социјалистичке Федеративне Републике Југославије протекле су у знаку Црвене звезде. Прву шампионску титулу у новој држави Партизан је освојио у сезони 1993/94. После 8 победа у 8 лигашких мечева у финалу доигравања савладана је Црвена звезда са 3:1, 8:3 и 2:1. Ове сезоне су за Партизан играла и два Бугарска хокејаша, играч Златко Зиновиев и голман Коста Михајлов.
Наредна сезона била је једна од најуспешнијих у клупској историји у којој Партизан без пораза тријумфује у државном првенству (18-0-0) и у Балканској лиги (10-0-0). Те године освојен је и национални куп, а играно је и полуфинале Купа федерација. Најзаслужнији творац ових успеха био је руски голман Александар Семјонов.
Следећих седам година прошло је у доминацији Војводине. Међутим треба напоменути да Партизан као и други београдски клубови није наступао у сезонама 1998/99. и 1999/00, јер Ледена дворана Пионир није била у функцији. Црвена звезда је прекинула доминацију Војводине у сезони 2004/05.

### Партизанова доминација
Своју десету титулу државног првака, Партизан је освојио тек деценију касније. Партизан је постао првак у сезони 2005/06. након победе над вечитим ривалом, Црвеном звездом. У регуларном делу су заузели прво место са два бода више у односу на црвено-беле. У доигравању су прво савладали Нови Сад са 2-0 у победама, а у финалу су славили идентичним резултатом над Црвеном звездом. Партизан је са клупе предводио чешки тренер Франтишек Ворличек.
Следеће године титула је одбрањена. Након регуларног дела Партизан је заузео прво место са 24 бодова из 16 мечева колико је имала и Војводина, али је Партизан имао бољу гол-разлику. У полуфиналу Партизан је укупним резултатом 2-1 у победама био бољи од Црвене звезде и ако је Звезда први меч као гост добила са 4:3 након пенала. Партизан је ипак наредна два меча добио са 3:1 и 6:0 и тако прошао у финале где га је чекала Војводина. У финалу су били бољи у два меча идентичним резултатом 5:2 и тако освојили једанаесту титулу првака државе. Најбољи стрелац екипе био је Марко Сретовић који је на 16 мечева у регуларном делу постигао 10 голова и имао 9 асистенција, док је најбољи асистент био словачки интернационалац Виктор Стефанеч који је имао 11 асистенција.
Промене у играчком кадру нису утицале на шампионски низ Партизана, који је у сезони 2007/08. освојио 12. титулу првака државе, а трећу узастопну. Након регуларног дела Партизан је заузео прво место са 53 бодова из 24 мечева, девет више у односу на Нови Сад. Партизан је као и прошле сезоне играо у полуфиналу против Црвене звезде и добио је са 2-1 у победама. Као и претходне сезоне Звезда је добила први меч у гостима после пенала са 5:4, али је Партизан добио наредна два са 5:2 и 3:2. У финалу је без већих проблема савладан Нови Сад са 3-0 у победама, 7:4, 4:3 и 7:4. Најбољи играчи екипе били су Украјинац Дмитриј Гнитко који је имао по 24 асистенција и голова и Белорус Руслан Белиј који је постигао 14 поена и имао 18 асистенција. Поред хокејашке лиге Србије у овој сезони Партизан се такмичио и у регионалној Панонској лиги у којој је заузео друго место иза екипе Младости. Најбољи играч лиге био је Дмитриј Гнитко које је постигао 8 голова и имао 17 асистенција за укупно 25 поена. Марко Миловановић је постигао 10 голова и имао 7 асистенција.
Своју 13. титулу првака државе Партизан је освојио у сезони 2008/09. У регуларном делу црно-бели су убедљиво заузели прво место са само једном изгубљеном утакмицом. У финале су прошли без борбе, јер се Звезда повукла из такмичења, а у финалу су играчи били бољи од Војводине са 2-1. Први меч добили су Новосађани у гостима са 6:3, али је Партизан узвратио истом мером и победио са 4:0. У мајсторици у Пиониру после велике борбе Партизан је победио са 3:2 након продужетака. Стрелац победоносног гола је био Украјинац Антон Ботончов. Најефикаснији играч у Партизану био је Борис Габрић који је током сезоне имао 18 голова и 9 асистенција.

### Партизан у Слохокеј лиги

#### Сезона 2009/10.
Године 2009. одлучено је да Партизан почне да се такмичи у регионалној Слохокеј лиги. У првој години такмичења, у сезони 2009/10. Партизан је заузео четврто место у регуларном делу такмичења и пласирао се у плеј оф. 
У четвртфиналу су савладали Олимпију са 2-0 у победама. У првом мечу у Љубљани били су убедљиви са 5:1, док је други меч био нешто интересантнији, али су поново славили хокејаши Партизана са 4.3. Најбољи играч утакмице био је Павел Поправко који је постигао три гола У полуфиналу су црно-бели били бољи од Триглава 2-0. У првом сусрету у Крању је било 4:3, док је у Београду било 5:1. Међутим у финалу су поражени од Марибора са 2-0 у победама. У првом мечу у Марибору су изгубили 3:2 голом Слака у последњој секунди меча. идентичан меч виђен је и у Београду где су Мариборчани такође славили са 3:2 голом Кадрича у последњем минуту. Партизан је сезону завршио освајањем Хокејашке лиге Србије без борбе, јер је суботички Спартак одбио да игра финале.

#### Сезона 2010/11.
Пред наредну сезону у Слохокеј лиги Партизан је довео неколико појачања. Београдски клуб је појачало неколико репрезентативаца Србије, Марко Прокић је дошао из Спартака, Милош Бабић, Иван Тумбас и Горан Ристић из Војводине, а Немања Вучуревић из љубљанске Олимпије. Тим је појачан и са шесторицом странаца, колико је дозвољено у Слохокеј лиги. Дошли су амерички голман Џон Мари, тројица Канађана, нападач Jarrett Konkle и бекови Patrick Ouellet и Мет Хенсон и двојица Словенаца, нападач Анже Терликар и бек Митја Сотлар. Доведен је и словеначки тренер Павел Кавчич који је водио Партизан у сезони 1985/86 када је Партизан постао првак Југославије.
Партизан је заузео друго место у регуларном делу Слохокеј лиге и поново се пласирао у доигравање. У четвртфиналу су лако елиминисали Јуниор Грац 99ерс, а у полуфиналу су избацили прошлогодишњег шампиона Марибор. У првом мечу је било 7:1, а у другом 2:0 за Партизан. У финалу Партизан је победио Олимпију са 3-1 у победама. У првом мечу Олимпија је победила 3:2 после продужетака, али је Партизан победио у наредна три сусрета (10:2, 7:4, 4:0) и постао првак Слохокеј лиге. Сезона је крунисана освајањем титуле у Хокејашкој лиги Србије што је била укупно 15. титула шампиона државе за Партизан. У финалу је савладана Црвена звезда са 2-0 у победама.

#### Сезона 2011/12.
Партизан је из прошлогодишњег састава заджао већи број играча, а из екипе су отишли Милош Бабић и Немања Вучуревић који су отишли у иностранство, Горан Ристић који је завршио каријеру, као и странци. Доведени су амерички голман Рајан Клингенсмит са Универзитета Норич, словеначки бек Клемен Содржник из Олимпије, из Црвене звезде су стигли бек Михајло Кораћ, нападач Димитрије Филиповић и голман Арсеније Ранковић, нападач Спартака Виктор Ченгери и повратник Папел Поравко.
Као и прошле и у овој сезони Партизан је опет заузео друго место у регуларном делу Слохокеј лиге и тако се пласирао у доигравање. У четвртфиналу Партизан је лако елиминисао ХДД Блед док је у полуфиналу био бољи од Триглава. У обе серије црно-бели су прошли са по 2-0 у победама. У репризи прошлогодишњег финала плеј офа Партизан је поново био успешнији од Олимпије. Овога пута било је 3-2 у победама за клуб из Хумске (4:2, 0:1, 4:2, 2:5 и у мајсторици 6:1). Била је то друга шампионска титула Слохокеј лиге за Партизан. Сезона је опет крунисана освајањем титуле у Хокејашкој лиги Србије што је била седма узастопна а укупно 16. титула шампиона државе за Партизан. У финалу је савладан Витез са 2-0 у победама.

### Напуштање регионалне лиге и наставак доминације у Србији
У сезони 2012/13 Партизан је требало да почне да се такмичи регионалној МОЛ лиги са клубовима из Мађарске, Румуније и Словачке. Услов за наступ у лиги био је да контролор такмичења 20. августа потврди да постоји лед у Пиониру. Међутим условљавање надлежних да закуп Ледене дворане по сату плаћају 14.922 динара, што је три пута већа цена него у Мађарској, управу Партизана је натерало да одустане од регионалне лиге и да следеће сезоне игра само Хокејашку лигу Србије.
Партизан је Хокејашку лигу Србије завршио са свих 10 победа и убедљиво заузео прво место. Због недостатка термина доигравање није одигран и Партизан је по 17. пут освојио првенство државе.
И наредне сезоне Партизан се такмичио само у домаћем првенству. У лиги је учествовало седам клубова који је требало да одиграју по 18 утакмица, а након тога и доигравање. Међутим због лоше организације, недостатка термина одигравања утакмица и како би се обезбедиле припреме Репрезентације Србије првенство је прекинуто, а за шампиона је проглашен Партизан који се у току прекида сезоне налазио на првом месту. Партизан је одиграо 10 утакмица на којима је остварио 9 победа уз један пораз од Беостара што је први пораз у домаћем првенству још од сезоне 2008/09.
У сезони 2014/15. лига је бројала 5 клуба и играо се трокружни систем. Црно–бели су завршили регуларни део сезоне са 10 победа и два пораза против Беостара, оба након продужетака. У полуфиналу противник је била Црвена звезда која је заузела четврто место. Први меч Партизан је добио са 5:1, а у другом је победио са 2:1 и пласирао се у финале где га је чекао Беостар са којим се у регуларном делу састао 3 пута и само једном победио. У првом мечу Партизан је до 48. минута губио са 4:6, али је у финишу успео да преокрене и победи са 8:6. И у другом мечу црно–бели су победили са 7:3 и тако освојили десету узастопну титулу.
Пред сезону 2015/16. Партизан је довео тројицу Руса: Артема Коришикова, Станислава Извекова и Александра Власова. На почетку сезоне Партизан је поражен од Звезде после више од шест године са 7:4, иако је водио 4:1 пред крај друге трећине. Крајем јануара Партизан је раскинуо уговор са тројицом Руса и довео петорицу нових: голмана Алексеја Трифонова, одбрамбене играче Степана Кривова и Игора Зубова и нападаче Јевгенија Власова и Антона Жукова. И са њима Партизан је по други пут поражен од Звезде, па је регуларни део сезоне завршио на другом месту са осам победа и два пораза. Партизан је финалну серију отворио победом са 5:4, да би се Звезда реванширала у следећем победом од 5:3 највише захваљујући бившем играчу Партизана Павелу Поправки који је постигао 4 гола.. Трећи меч Партизан је добио са 6:1, а у четвртом је у трилер завршници дошао до једанаесте узастопне титуле. Пред око 1500 гледалаца Звезда је повела головима Николе Керезовића, да би хокејаши Партизана преокренули у трећој головима Жукова и Власова. У последњем минуту утакмице Звезда је повукла голмана и са играчем више голом Димитрија Маркелова изједначила. У продужетку је одлучио гол Димитрија Филиповића који је донео клубу двадесету титулу првака државе.

### Финансијски проблеми и напуштање такмичења у сениорској конкуренцији
У мају 2015. године директор руске Више хокејашке лиге Херман Скоропупов је изјавио да је Партизан изразио жељу да се прикључи лиги и да су челници Партизана поднели документа за учешће, али да је касно да наступе у сезони 2015/16. Он је казао да ће Партизан највероватније заиграти у ВХЛ лиги од сезоне 2016/17. Међутим, уместо тога дошло је до формирања хокејашког клуба Београд који је у сезони 2016/17 такмичио у у регионалној МОЛ лиги. Клуб је основан у циљу јачања репрезентације Србије, а за њега су играли најбољи играчи Партизана и Црвене звезде. Овом одлуком Партизан је знатно ослабио тим, а у полуфиналу хокејашке лиге Србије у сезони 2016/17 у полуфиналу плеј-офа са 2-0 у победама био је бољи управо тим Београда. У утакмици за 3. место од Партизана била је боља Војводина. Због проблема са финансијама, након ове сезоне Партизан је напустио такмичење и посветио се раду са млађим категоријама.

## Вечити дерби
Као и у свим спортовима и у хокеју на леду постоји ривалитет између Партизана и Црвене звезде. Тај ривалитет датира од сезоне 1954/55. када су се први пут састали и у коме је Партизан славио са 9:1. Партизан је славио и у наредна 8 меча, а у 10. дербију у сезони 1960/61. је било нерешено 5:5. Звезда је први пут славила тек у сезони 1962/63. са 5:1 у 15 вечитом дербију. Интересантно је да је у сезони 1964/65. у оба меча сезоне било 2:2. Партизан је у наредном периоду био углавном успешнији, да би Звезда у сезонама 1982/93, 1983/84. и 1984/85. остарила свих 8 победа. До 1990. године поново Партизан узима примат, да би у првим сезонама након распада Југославије Звезда била успешнија. У наредном периоду имали су и једни и други успеха, али је последњих година дерби изгубио драж, јер је Партизан славио на последњих 10 година, а утакмице су ређе због велике разлике у квалитету. Томе је допринело и учешће Партизана у регионалној лиги.
Закључно са сезоном 2016/17. одиграно је 179 дербија, а Партизан је много успешнији. Црно-бели су победили 104 пута, Звезда је славила 62 пута, а 13 пута је било нерешено. Треба напоменути да нису урачунати дербији који су регистровани службеним резултатом. Тренутна гол разлика је 821-713 у корист Партизана.

## Партизанова учешћа у Европским такмичењима
Хокејаши Партизана су дебитовали у европским такмичењима, тачније у Европском купу у сезони 1986/87. након освајања првенства Југославије. У првој рунди противник је била румунска Стеауа. У првом мечу у гостима било је 2:2, а нерешено је било и у Београду 4:4. Поготком Чабе Ладоцког у продужетку Партизан је прошао у другу рунду, а тамо их је чекала пољска Полонија. Полонија је у оба меча остварила победу (5:2, 9:1) и прошла у наредну рунду.
Партизан је у сезони 1994/95 наступао у Купу Федерација. У првој рунди у групи Ц која је одржана у Београду црно-бели су у полуфиналу победили Војводину, а у финалу су победили казахстанску екипу Булат Темиртау са 4:2 и пласирали се на завршни турнир који се играо у Љубљани. На завршном турниру Партизан је са два пораза, у полуфиналу од Пардубица из Чешке са 6:1 и у мечу за треће место од домаћина, Олимпије са 12:0 освојио 4. место.
У сезони 1995/96 Партизан је други пут у историји учествовао у Европском купу, али је учешће завршио са 3 пораза од Стеауе, Сокил Кијева и од Левског.
Следећи наступ у Европи било је у оквиру Континенталног купа у сезони 2001/02. Партизан је учешће завршио већ у првој рунди. У групи А у Анкари претрпели су сва три пораза. Прво су декласирани од из Казцинк Торпеда из Казахстана са 28:0, затим су изгубили од Полис Академиса из Турске са 5:2 и на крају од Progym Gheorgheni из Румуније са 12:1.
И следећи наступ у Континенталном купу у сезони 2004/05. Партизан је завршио са 3 пораза. У Загребу где је одржано такмичење у групи Б бољи од Партизана били су Медвешчак са 21:1, литванска Енергија 25:2 и Хака из Шпаније са 15:1.
У сезони 2006/07. на турниру у Београду победили су турски клуб Полис Академиси са 20:0, док је Медвешчак дисквалификован па је Партизан прошао у други круг. У другом кругу бољи од црно-белих су били Сокил Кијев са 11:0, Рига 2000 8:0 и домаћин Енергија са 6:4.
Након паузе од седам година, у сезони 2013/14, Партизан је поново наступио у Континенталном купу. У Леденој дворани Пионир остварио је победу од 5:3 против ЦСКА из Софије, а изгубили су од Талин Викинг-Спорта из Естоније са 8:3 и шпанског клуба Викторија Гастејз са 10:1.
После годину дана паузе, сезону 2015/16 Партизан је започео такмичењем у Европи у оквиру Континенталног купа. У првој рунди на турниру у Београду, Партизан је у прва два кола поражен од ЦСКА из Софије са 12:4 и турске екипе Зејтинбурну са 4:1, а забележио једну победу против израелске екипе Ришон девилса са 9:1. Иако су били трећи, Партизан се пласирао у другу рунду због одустајања прве две екипе. У другој рунди која се одржавала у пољском граду Тихи, црно-бели су доживели три пораза од домаће екипе Тихи (0:26), британског Ковентрија (1:12) и румунске екипе Дунареа Галати (1:10).

## Статистика и рекорди
Партизан је најуспешнији српски клуб који је играо у Првој савезној лиги Југославије, а такође је и једини српски клуб који је био првак старе Југославије. Партизан 7 пута освајао првенство Југославије и један је од 6 клубова који су освајали првенство. Партизан је и након распада СФРЈ најуспешнији клуб. Црно-бели су до сада освојили 13 титула првака СР Југославије, Србије и Црне Горе и Србије испред Црвене звезде која је освојила 10 титула. Откако лига носи назив Хокејашка лига Србије Партизан је тријумфовао у првих 10 сезона. Такође Партизан је једанаестоструки узастопни првак државе.
Рекорд по броју наступа за Партизан држи Рашид Шемсединовић који је одиграо 342 утакмице. Исти играч је и рекорд по броју одиграних сезона пошто је наступао чак 27 сезона за црно-беле. Лазар Дунда је постигао највише првенствених голова, 144 на 321 утакмицу. Блаж Ломовшек је постигао највише голова у једној сезони. У сезони 1987/88 он је забележио 70 поена (42 гола и 28 асистенција). Исти играч је у истој сезони са 42 гола био најбољи стрелац. Процентуално највише постигнутих голова у сезони постигао је Александар Косић који је у сезони 1993/94 постизао 3,4 голова по утакмици (34 голова на 10 утакмица).
Највише поена на једној утакмици остварио је Дејан Татић на утакмици Партизан - Спартак одиграној 19.11.1996 када је постигао 6 голова и имао 7 асистенција што је укупно 13 поена. Дејан Татић је рекордер Партизана по најдужој непрекидног голгетерској серији. Он је у периоду између 1994 и 1998 одиграо 22 утакмице и постигао 33 гола.
Рашид Шемсединовић је рекордер са 24 остварених шатаута (утакмица без примљеног гола). У једној сезони највише шатаута, укупно 6 је остварио Домине Ломовшек. Он је то постигао у сезони 1986/87. Мишо Дућановић је остварио велики успех не примивши гол на сва 4 меча првенства 1953. године.

## Дворана
Пре него што је саграђена затворена дворана, Партизан је своје утакмице играо на стадиону Ташмајдан. Стадион Ташмајдан је стадион са више намена у Београду, а налази се у саставу СРЦ Ташмајдан. Градња је почела 1952, а свечано је отворен 24. јануара 1954. године, а изграђен је на месту некадашњег каменолома, по коме је и добио име: од турских речи таш (камен) и мајдан (коп, рудник). Капацитет стадиона је 10.000 места, а у склопу њега постоје две сале и теретана, највише се користи за мали фудбал, одбојку, кошарку, рукомет, као и за разне концерте и културно-забавне манифестације.
Стадион се у зимским месецима од 1953. до 1977. (до отварања ледене дворане Пионир 1978) највише користио за хокеј на леду, па је ту 1954, 1955. и 1957. одржано првенство Југославије у хокеју на леду (турнирски систем), а био је домаћи терен за београдске клубове Партизан, Црвену звезду, ОХК Београд, Ташмајдан и Авалу.
Партизан од отварања Ледене дворане Пионир своје домаће утакмице игра у овој дворани која има капацитет 2.000 места. Налази у склопу СРЦ Ташмајдан. Хала је саграђена 12. марта 1978. године. Реновирана је 2001. године. Површина хале је 6.000 m², а ледена површина је 1800 m2. Испод бетона постављено је 21. километара цеви за замрзавање.
У случају да је хала Пионир заузета хокејаши Партизана користе Ледену дворану Пингвин која се налази на Новом Београду. Капацитет дворане је 1.000 места. Од тога 600 места је за стајање, 200 места за седење, као и још додатних 200 места који служе у случају потребе.

## Навијачи
Хокејашки клуб Партизан као и остали клубови Спортског друштва Партизан има подршку навијача који себе називају Гробарима. Подршка навијача је углавном мања током регуларног дела, али током доигравања долазе и најватренији навијачи.
Интересовање за хокејашки клуб нарочито је порасло за период од 2009. до 2012. године када се Партизан такмичио у регионалној Слохокеј лиги. Сва три пута се Партизан пласирао у доигравање, а то Гробари нису испустили да напуне Ледену дворану Пионир. У сезонама 2010/11 и 2011/12. пред препуном двораном Пионир хокејаши су постали прваци Слохокеј лиге.

## Партизан у медијима
На територији Републике Србије у смислу телевизијских преноса попраћеност Партизана је на минимуму. Док се Партизан такмичио у Слохокеј лиги, Радио-телевизија Србије је преносила незнатан број утакмица у регуларном делу које је Партизан играо на свом леду, док гостујуће утакмице нису преношене. Преношени су све утакмице у доигравању из Београда, док је у финалу било преноса и са гостујућег терена.
У сезони 2015/16 телевизија Арена спорт је преносила утакмице са Црвеном звездом у регуларном делу и у финалу. Такође, утакмице је преносила и словеначка телевизија ТВ Шпорт.
У осталим медијима Партизан добија пристојну пажњу. Већина српских спортских штампаних и интернет медија редовно извештавају о утакмицама и другим догађањима унутар клуба.

## Млађе категорије
Поред сениорског тима, Партизан ради и са млађим категоријама. Школу клизања за децу од 3 до 10 година воде професионални играчи, а током сезоне као демонстратори долазе и страни тренери. Тренере предводи Никола Бера, а поред њега раде и играчи Драган Комазец, Марко Бркушанин, Срђан Ристић, Алекса Луковић и Милан Луковић. Приликом уписа деца добијају опрему.
Тренутно у клубу се ради са играчима до 8 и 10 година, а деца учествују на турнирима који се одржавају у њиховим узрастима.
Након престанка са такмичењем у сениорској конкуренцији Партизан се максимално посветио раду са млађим категоријама, а највећи успех остварен је 2019. године када су играчи до 15 година освојили Карпатску лигу у коме се такмиче клубови из централне и источне Европе. Пред почетак сезоне сматрани су аутсајдерима, али су и поред тога успели да направе велики резултат и на крају се са фајнал-сикса из словачког Требишова врате са освојеним трофејом.

## Састав тима који је освојио последње првенство
Од 12. марта 2016.
| Голмани |                  |            |
| Држава  | Име              | Годиште    |
| Србија  | Милан Луковић    | 12.12.1986 |
| Русија  | Алексеј Трифонов | 21.01.1990 |
| Србија  | Матија Ганић     | 28.12.1997 |

| Одбрана |                  |            |
| Држава  | Име              | Годиште    |
| Србија  | Марко Бркушанин  | 21.02.1990 |
| Србија  | Борис Габрић     | 13.09.1983 |
| Србија  | Немања Јанковић  | 07.02.1988 |
| Србија  | Драган Комазец   | 11.07.1987 |
| Русија  | Степан Кривов    | 20.03.1990 |
| Србија  | Алекса Луковић   | 06.02.1992 |
| Србија  | Миодраг Павловић | 31.07.1986 |
| Србија  | Срђан Ристић     | 24.07.1980 |
| Србија  | Огњен Стоиљковић | 12.07.1995 |
| Русија  | Игор Зубов       | 04.07.1988 |

| Напад  |                       |            |
| Држава | Име                   | Годиште    |
| Србија | Бобан Чуковић         | 30.03.1980 |
| Србија | Димитрије Филиповић   | 01.08.1993 |
| Србија | Марко Миловановић (К) | 31.12.1988 |
| Србија | Лав Митић             | 14.02.1997 |
| Србија | Лазар Новаковић       | 19.09.1996 |
| Србија | Павле Огризовић       | 20.03.1990 |
| Србија | Ненад Раковић         | 24.03.1986 |
| Србија | Ђорђе Терзић          | 10.07.1996 |
| Русија | Јевгениј Власов       | 06.05.1991 |
| Русија | Антон Жуков           | 16.07.1986 |

## Успеси
| Такмичење                          | Такмичење                          | Број                               | Година                                                                                    |                                    |                                    |
| Национално првенство - 20 (рекорд) | Национално првенство - 20 (рекорд) | Национално првенство - 20 (рекорд) | Национално првенство - 20 (рекорд)                                                        | Национално првенство - 20 (рекорд) | Национално првенство - 20 (рекорд) |
| ---------------------------------- | ---------------------------------- | ---------------------------------- | ----------------------------------------------------------------------------------------- | ---------------------------------- | ---------------------------------- |
| Првенство СФР Југославије          | Првак                              | 7                                  | 1948, 1951, 1952, 1953, 1954, 1955, 1985/86.                                              |                                    |                                    |
| Првенство СФР Југославије          | Други                              | 6                                  | 1949, 1957, 1960, 1961, 1963/64, 1986/87.                                                 |                                    |                                    |
| Првенство СР Југославије           | Првак                              | 2                                  | 1993/94, 1994/95.                                                                         |                                    |                                    |
| Првенство СР Југославије           | Други                              | 1                                  | 2000/01.                                                                                  |                                    |                                    |
| Првенство Србије и Црне Горе       | Првак                              | 1                                  | 2005/06.                                                                                  |                                    |                                    |
| Првенство Србије и Црне Горе       | Други                              | 0                                  | /                                                                                         |                                    |                                    |
| Првенство Србије                   | Првак                              | 10                                 | 2006/07, 2007/08, 2008/09, 2009/10, 2010/11, 2011/12, 2012/13, 2013/14, 2014/15, 2015/16. |                                    |                                    |
| Првенство Србије                   | Други                              | 0                                  | /                                                                                         |                                    |                                    |
| Национални куп - 3                 |                                    |                                    |                                                                                           |                                    |                                    |
| Куп СФР Југославије                | Победник                           | 2                                  | 1965/66, 1985/86.                                                                         |                                    |                                    |
| Куп СФР Југославије                | Финалиста                          | 0                                  | /                                                                                         |                                    |                                    |
| Куп СР Југославије                 | Победник                           | 1                                  | 1995.                                                                                     |                                    |                                    |
| Куп СР Југославије                 | Финалиста                          | 0                                  | /                                                                                         |                                    |                                    |
| Регионална такмичења - 3           |                                    |                                    |                                                                                           |                                    |                                    |
| Балканска лига                     | Победник                           | 1                                  | 1994/95.                                                                                  |                                    |                                    |
| Балканска лига                     | Други                              | 0                                  | /                                                                                         |                                    |                                    |
| Панонска лига                      | Победник                           | 0                                  | /                                                                                         |                                    |                                    |
| Панонска лига                      | Други                              | 2                                  | 2007/08, 2008/09.                                                                         |                                    |                                    |
| Слохокеј лига                      | Победник                           | 2                                  | 2010/11, 2011/12.                                                                         |                                    |                                    |
| Слохокеј лига                      | Финалиста                          | 1                                  | 2009/10.                                                                                  |                                    |                                    |
| Континентална такмичења            |                                    |                                    |                                                                                           |                                    |                                    |
| Континентални куп                  | Победник                           | 0                                  | /                                                                                         |                                    |                                    |
| Континентални куп                  | Финалиста                          | 0                                  | /                                                                                         |                                    |                                    |
| Континентални куп                  | Полуфинале                         | 1                                  | 1994/95.                                                                                  |                                    |                                    |
| Инлајн хокеј - 2                   |                                    |                                    |                                                                                           |                                    |                                    |
| Инлајн хокејашка лига Србије       | Победник                           | 2                                  | 2014/15, 2015/16.                                                                         |                                    |                                    |
| Инлајн хокејашка лига Србије       | Други                              | 1                                  | 2016/17.                                                                                  |                                    |                                    |

## Резултати

### СФР Југославија
| Сезона   | Регуларни део          | Плеј-оф                  |
| -------- | ---------------------- | ------------------------ |
| 1948.    | 1. место               | није игран               |
| 1949.    | 2. место               | није игран               |
| 1950     | није играно            | није игран               |
| 1951.    | 1. место               | није игран               |
| 1952.    | 1. место               | није игран               |
| 1953.    | 1. место               | није игран               |
| 1954.    | 1. место               | није игран               |
| 1955.    | 1. место               | није игран               |
| 1956.    | 4. место               | није игран               |
| 1957.    | 2. место               | није игран               |
| 1958.    | 3. место               | није игран               |
| 1959.    | 3. место               | није игран               |
| 1960.    | 2. место               | није игран               |
| 1961.    | 2. место               | није игран               |
| 1962.    | 3. место               | није игран               |
| 1962/63. | 6. место               | није игран               |
| 1963/64. | 2. место               | није игран               |
| 1964/65. | 4. место               | није игран               |
| 1965/66. | 1. место (исток)       | 3. место                 |
| 1966/67. | 5. место               | није игран               |
| 1967/68. | 3. место               | није игран               |
| 1968/69. | 4. место               | није игран               |
| 1969/70. | 5. место               | није игран               |
| 1970/71. | 5. место               | није игран               |
| 1971/72. | 6. место               | није игран               |
| 1972/73. | 4. место               | није игран               |
| 1973/74. | 5. место               | није се пласирао         |
| 1974/75. | 5. место               | није се пласирао         |
| 1975/76. | 5. место               | није се пласирао         |
| 1976/77. | 5. место               | није се пласирао         |
| 1977/78. | нису се такмичили      | нису се такмичили        |
| 1978/79. | 2. место у другој лиги | /                        |
| 1979/80. | 5. место               | није игран               |
| 1980/81. | 4. место               | није игран               |
| 1981/82. | 6. место               | није игран               |
| 1982/83. | 6. место               | није се пласирао         |
| 1983/84. | 7. место               | није се пласирао         |
| 1984/85. | 6. место               | није се пласирао         |
| 1985/86. | 1. место               | Победник (Јесенице 3-1)  |
| 1986/87. | 1. место               | Финалиста (Јесенице 0-3) |
| 1987/88. | 3. место               | није се пласирао         |
| 1988/89. | 3. место               | није се пласирао         |
| 1989/90. | 4. место               | није се пласирао         |
| 1990/91. | 8. место               | није се пласирао         |

### СР Југославија
| Сезона   | Регуларни део    | Плеј-оф                        |
| -------- | ---------------- | ------------------------------ |
| 1991/92. | 3. место         | није се пласирао               |
| 1992/93. | 4. место         | није се пласирао               |
| 1993/94. | 1. место         | Победник (Црвена звезда 3-0)   |
| 1994/95. | 1. место         | Победник (Црвена звезда 3-0)   |
| 1995/96. | 3. место         | Полуфинале (Војводина 0-2)     |
| 1996/97. | 3. место         | Полуфинале (Војводина 0-2)     |
| 1997/98. | 3. место         | Полуфинале (Црвена звезда 0-2) |
| 1998/99. | није се такмичио | није се такмичио               |
| 1999/00. | није се такмичио | није се такмичио               |
| 2000/01. | 2. место         | Финале (Војводина 0-2)         |
| 2001/02. | 3. место         | Полуфинале (Црвена звезда 5:9) |
| 2002/03. | 5. место         | није се пласирао               |

### Србија и Црна Гора
| Сезона   | Регуларни део | Плеј-оф                      |
| -------- | ------------- | ---------------------------- |
| 2003/04. | 4. место      | Полуфинале (Војводина 0-2)   |
| 2004/05. | 4. место      | Полуфинале (Војводина 1:7)   |
| 2005/06. | 1. место      | Победник (Црвена звезда 2-0) |

### Србија
| Сезона   | Регуларни део    | Плеј-оф                      |
| -------- | ---------------- | ---------------------------- |
| 2006/07. | 1. место         | Победник (Војводина 2-0)     |
| 2007/08. | 1. место         | Победник (Нови Сад 3-0)      |
| 2008/09. | 1. место         | Победник (Војводина 2-1)     |
| 2009/10. | није се такмичио | Победник (Спартак 2-0)       |
| 2010/11. | није се такмичио | Победник (Црвена звезда 2-0) |
| 2011/12. | није се такмичио | Победник (Витез 2-0)         |
| 2012/13. | 1. место         | није игран                   |
| 2013/14. | 1. место         | није игран                   |
| 2014/15. | 1. место         | Победник (Беостар 2-0)       |
| 2015/16. | 2. место         | Победник (Црвена звезда 3-1) |
| 2016/17. | 4. место         | Полуфинале (Београд 0-2)     |
| 2017/18. | није се такмичио | није се такмичио             |
| 2018/19. | није се такмичио | није се такмичио             |
| 2019/20. | није се такмичио | није се такмичио             |
| 2020/21. | није се такмичио | није се такмичио             |
| 2021/22. | није се такмичио | није се такмичио             |
| 2022/23. | није се такмичио | није се такмичио             |
| 2023/24. | није се такмичио | није се такмичио             |
| 2024/25. | није се такмичио | није се такмичио             |

## Резултати у регионалним такмичењима

### Балканска лига
| Сезона   | У  | П  | Ип | И | ОБ | ГД | ГП | Место    | Плеј-оф    |
| -------- | -- | -- | -- | - | -- | -- | -- | -------- | ---------- |
| 1994/95. | 10 | 10 | 0  | 0 | 55 | 21 | 20 | 1. место | није игран |

### Панонска лига
| Сезона   | У  | П  | Ип | И | ОБ | ГД | ГП | Место    | Плеј-оф                   |
| -------- | -- | -- | -- | - | -- | -- | -- | -------- | ------------------------- |
| 2007/08. | 12 | 9  | 0  | 3 | 58 | 35 | 26 | 2. место | Није игран                |
| 2008/09. | 12 | 10 | 1  | 1 | 60 | 22 | 30 | 1. место | Финалиста (Војводина 1-3) |

### Слохокеј лига
| Сезона   | У  | П  | Ип | И | ОБ  | ГД | ГП | Место    | Плеј-оф                                      |
| -------- | -- | -- | -- | - | --- | -- | -- | -------- | -------------------------------------------- |
| 2009/10. | 27 | 19 | 0  | 8 | 132 | 61 | 56 | 4. место | Изгубили у финалу, 0-2 (ХДК Ставбар Марибор) |
| 2010/11. | 27 | 24 | 0  | 3 | 141 | 50 | 70 | 2. место | Прваци, 3-1 (ХС Олимпија)                    |
| 2011/12. | 24 | 15 | 2  | 7 | 101 | 63 | 44 | 2. место | Прваци, 3-2 (ХС Олимпија)                    |

 У - Одигране утакмице, П - Победа у регуларном делу, И - Пораз у регуларном делу, Ип - Пораз у продужетку, ОБ - Освојени бодови, ГД - Постигнути голови, ГП - Примљени голови

## Познати бивши играчи
| - Др. Златко Ковачевић - Милан Јовановић - Никола Станимировић - Јосип Брелић - Алфред Давид - Рудолф Руди Рено - Мићо Душановић - Блажо Пиперски - Луце Житник - Блажо Мијушковић - Гантар Ладоцки - Александар Анђелић - Мирко Холбус - Рашид Шемсединовић - Шемсо Шемсединовић - Милан Обрадовић - Слободан Обрадовић - Звонко Михајловски - Бошко Шутић - Бојан Миловановић - Влада Николић - Лазар Дунда - Горан Радовић - Доминик Ломовшек - Игнац Кавец - Блаж Ломовшек - Душан Лепша | - Андреј Видмар - Матјаж Огрин - Владимир Беднаж - Владимир Костка - Отокар Железни - Карел Некола - Френсис Матичук - Чаба Ладоцки - Андреј Јовановић - Милош Пиперски - Предраг Бодрожић - Бојан Бертуш - Раде Милановић - Игор Косовић - Ненад Илић - Виктор Дорошченко - Александар Мурашов - Јуриј Шумаков - Јарослав Влк - Бохумил Кацир - Саша Костић - Игор Трифуновић - Војин Јауковић - Ненад Јоковић - Никола Бера - Дејан Татић - Иван Прокић - Александар Косић | - Коста Михајлов - Златко Зиновиев - Александар Семјонов - Бранко Мамић - Рик Никол - Мајкл Волинг - Брајан Дилон - Виктор Штефанек - Мирослав Штефик - Данијел Џејкоб - Марк-Андре Фурније - Павел Поправка - Митја Сотлар - Анже Терликар - Марко Сретовић - Марко Миловановић - Марко Ковачевић - Борис Габрић - Бојан Јанковић - Богдан Јанковић - Марко Прокић - Срђан Ристић - Ненад Раковић - Стефан Илић - Немања Вучуревић - Павле Огризовић - Милан Луковић |